# 프랭키 쇼
프랭키 쇼(Frankie Shaw, 1986년 ~ )는 미국의 배우, 작가, 코메디언이다.